# Peritornenta
Peritornenta is een geslacht van vlinders van de familie sikkelmotten (Oecophoridae), uit de onderfamilie Oecophorinae.

## Soorten
- P. bacchata Meyrick, 1914
- P. circulatella (Walker, 1864)
- P. gennaea Meyrick, 1923
- P. lissopis Turner, 1947
- P. minans Meyrick, 1921
- P. rhodophanes Meyrick, 1902
- P. spilanthes Meyrick, 1933
- P. stigmatias Turner, 1900
- P. thyellia Meyrick, 1902